# Himantocladium flagelliferum
Himantocladium flagelliferum là một loài Rêu trong họ Neckeraceae. Loài này được (Broth.) Broth. miêu tả khoa học đầu tiên năm 1925.